# Rio Cosrove
O rio Cosrove (em armênio: Խոսրովի գետ; romaniz.: Xosrovi get)[a] é um rio da província de Ararate, na Armênia. Começa nas encostas sudoeste das montanhas Guelama a uma altitude de cerca de 2 900 metros e se funde com o rio Vedi à direita, quatro quilômetros a nordeste da aldeia de Ursazor a uma altitude de cerca de 1 165 metros. Tem 18 quilômetros de comprimento e uma área de captação de 50-65 quilômetros quadrados. Os trechos mais baixos ficam entre os picos das montanhas Cotuse e Cosrovassar. O fluxo médio anual de água não ultrapassa 0,5 m³/s.